# Державний контроль
Держа́вний контро́ль — одна з форм здійснення державної влади, що забезпечує дотримання законів і інших правових актів, що видаються органами держави. Здійснення державного контролю — одна з важливих функцій державного управління. Його призначення полягає у сприянні реалізації фінансової політики держави, забезпеченні процесу формування і ефективного використання фінансових ресурсів у всіх ланках фінансової системи.

## Принципи державного контролю
1. універсальність (контроль має охоплювати всі ділянки державного, господарського та соціально-культурного будівництва);
2. систематичність (проводиться не одноразово, час від часу, а за певною схемою, постійно);
3. безсторонність (досягається шляхом покладення завдань контролю на осіб, які не зацікавлені в його результатах);
4. реальність (забезпечується наявністю необхідних кваліфікованих кадрів контролерів);
5. дійовість, оперативність, результативність (припускають швидке проведення контрольних дій контролюючим органом у разі одержання повідомлень про порушення, запобігання правопорушенням і причинам, що їм сприяли, своєчасне вжиття заходів щодо їхнього усунення, притягнення у відповідних випадках винних до відповідальності);
6. гласність (дає можливість, а у деяких випадках і стає обов'язком доведення результатів контролю до відома громадськості або правоохоронних органів, інших осіб, зацікавлених у результатах контролю).

## Види державного контролю
- Державний фінансовий контроль
- Митний контроль
- Валютний контроль
- Іміграційний контроль

Залежно від критерію, який є визначальним при класифікації, виділяють такі види контролю:

### Організаційні взаємозв'язки контролюючого і підконтрольного об'єкта
- зовнішній (парламентський, президентський, судовий)
- внутрішній,

### За обсягом спостереження, аналізу і перевірки діяльності, обсягу контролю та характеру контрольних повноважень
- загальний
- спеціальний
- особливий.

### Організаційна підпорядкованість між контролюючого і підконтрольного суб'єктів
- відомчий (галузевий, підвідомчий)
- надвідомчий.

Залежно від часу проведення контролю він може бути попереднім, 
поточним (оперативним) і наступним. 
Контрольна діяльність здійснюється шляхом перевірок, планових і позапланових ревізій, обстежень, витребування звітів, проведення рейдів, оглядів та ін.

## Дивись також
- Державний фінансовий контроль